# 1898-as magyar teniszbajnokság
Az 1898-as magyar teniszbajnokság az ötödik magyar bajnokság volt. A bajnokságot július 16-án rendezték meg Balatonfüreden, a Stefánia Yacht Egylet pályáján. A bajnokságban csak két induló volt. A csökkenő érdeklődés miatt a következő évtől már Budapesten rendezték a bajnokságot.

## Eredmények
| Versenyszám  | Arany                         | Arany | Ezüst                  | Ezüst | Bronz | Bronz |
| ------------ | ----------------------------- | ----- | ---------------------- | ----- | ----- | ----- |
| Férfi egyéni | báró Dániel Tibor Stefánia YE |       | Szentgyörgyi Imre OLTC |       | –     |       |

Megjegyzés: A magyar teniszsport története szerint báró Dániel Tibor egyesülete az OLTC.